# Lipa (Bihać, BiH)
Lipa je naseljeno mjesto u gradu Bihaću, Federacija Bosne i Hercegovine, BiH.

## Stanovništvo

### 1991.
Nacionalni sastav stanovništva 1991. godine, bio je sljedeći:
ukupno: 72
- Srbi - 68
- Hrvati - 1
- Jugoslaveni - 1
- ostali, neopredijeljeni i nepoznato - 2

### 2013.
Prema popisu iz 2013. godine bilo je bez stanovnika.

## Vanjske poveznice
- Satelitska snimka  Arhivirana inačica izvorne stranice od 6. svibnja 2021. (Wayback Machine)